# Kārlis Zāle
Kārlis Zāle (28 d'octubre de 1888 a Mažeikiai, Lituània - 19 de febrer de 1942 a Inčukalns, Letònia) va ser escultor letó.
Després d'educar-se a Rússia i Alemanya va tornar a Riga, on va treballar tant com a escultor com a professor d'escultura. Se'l coneix principalment per les seves escultures monumentals, entre les quals trobem el Cementiri dels Germans i el Monument a la Llibertat de Riga.

## Galeria

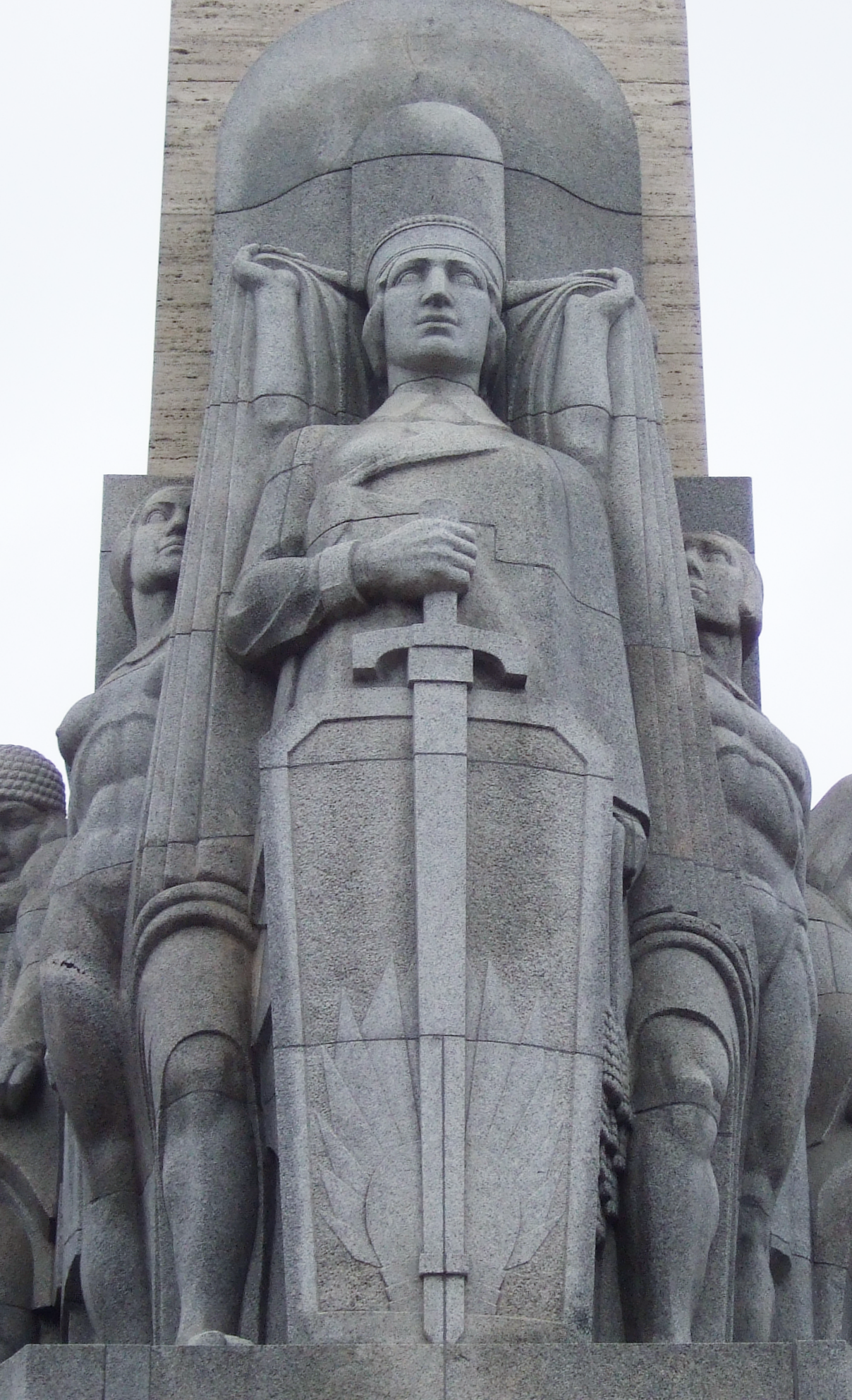
Monument a la Llibertat, Riga
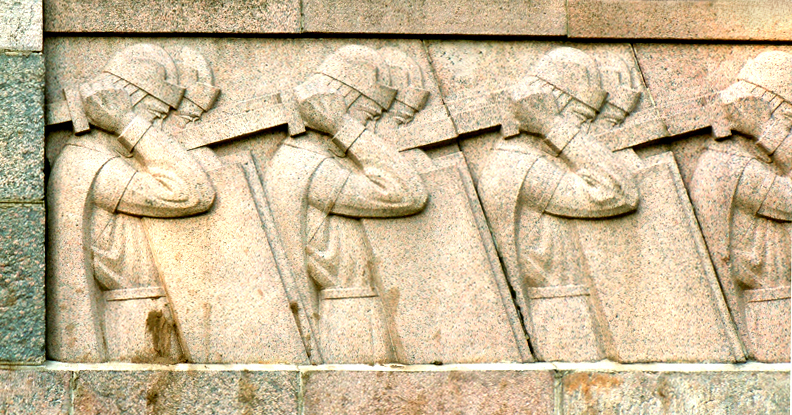
detail, Monument to the Soldiers of the 6th Infantry Regiment, Sudrabkalninsh (Silver Hill), Riga
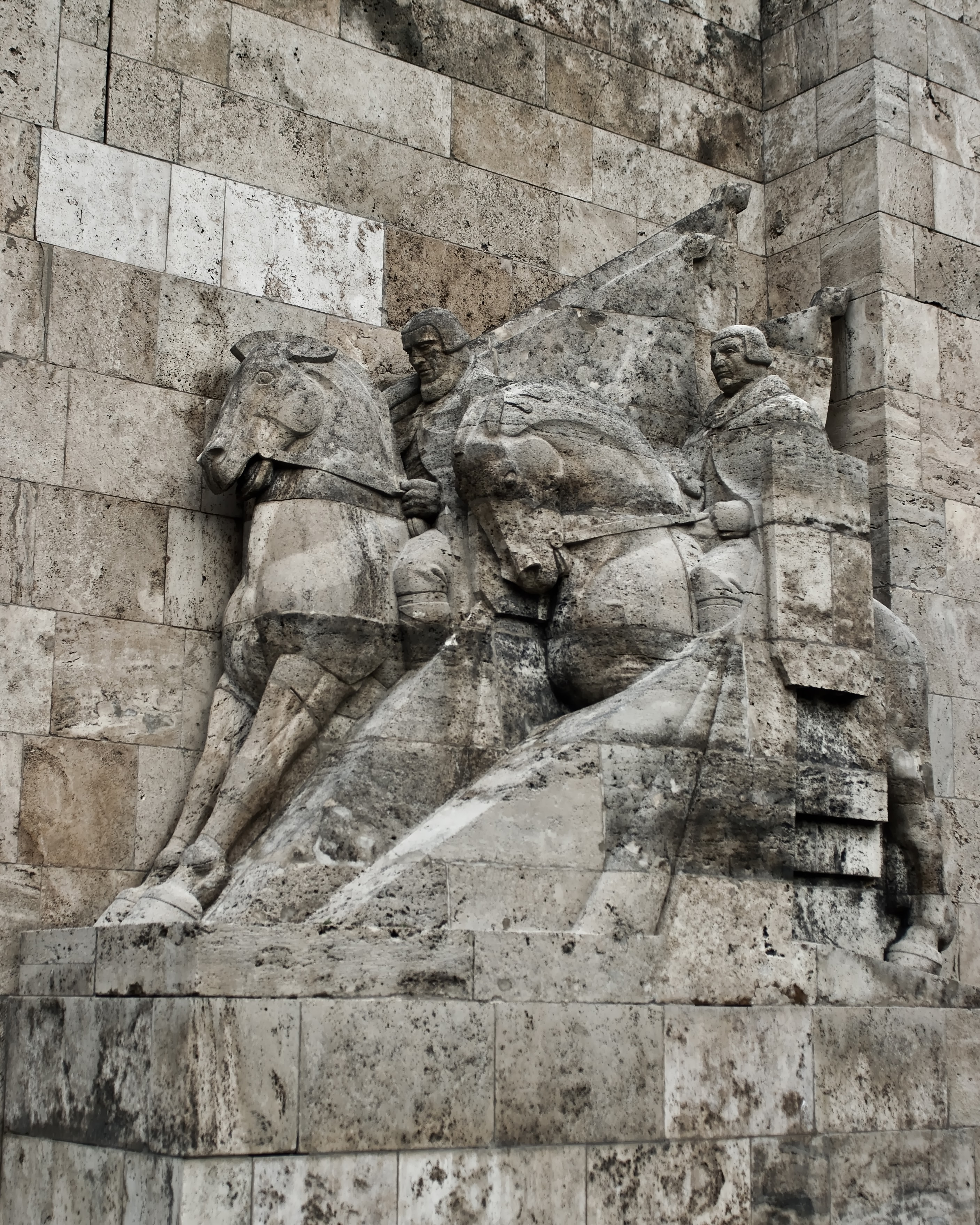
Main gate, Brothers' Cemetery (Riga)